# Viceammiraglio della Real Marina delle Due Sicilie
Il Viceammiraglio della Real Marina del Regno delle Due Sicilie era il titolo assunto dal comandante generale o supremo del corpo della Real Marina delle Due Sicilie, anche detta Real Armata. 
Nel tempo il titolo fu riservato ad un familiare prossimo o fratello del re, che veniva posto al comando dell'organo di gestione: l'Ammiragliato.

## Cronotassi

### Viceammiragli e comandanti generali
- Bartolomeo Forteguerri (1º maggio 1797 - 9 gennaio 1809), comandante generale
- Giovanni Danero[2] (15 giugno 1815 - 20 settembre 1825)[3], comandante generale
- Carlo Ferdinando di Borbone-Due Sicilie, principe di Capua (17 ottobre 1830 - 11 agosto 1849)[4], Viceammiraglio
- Luigi di Borbone-Due Sicilie, conte d'Aquila (11 agosto 1849 - 1861), Viceammiraglio